# Smaragdlangsprietmot

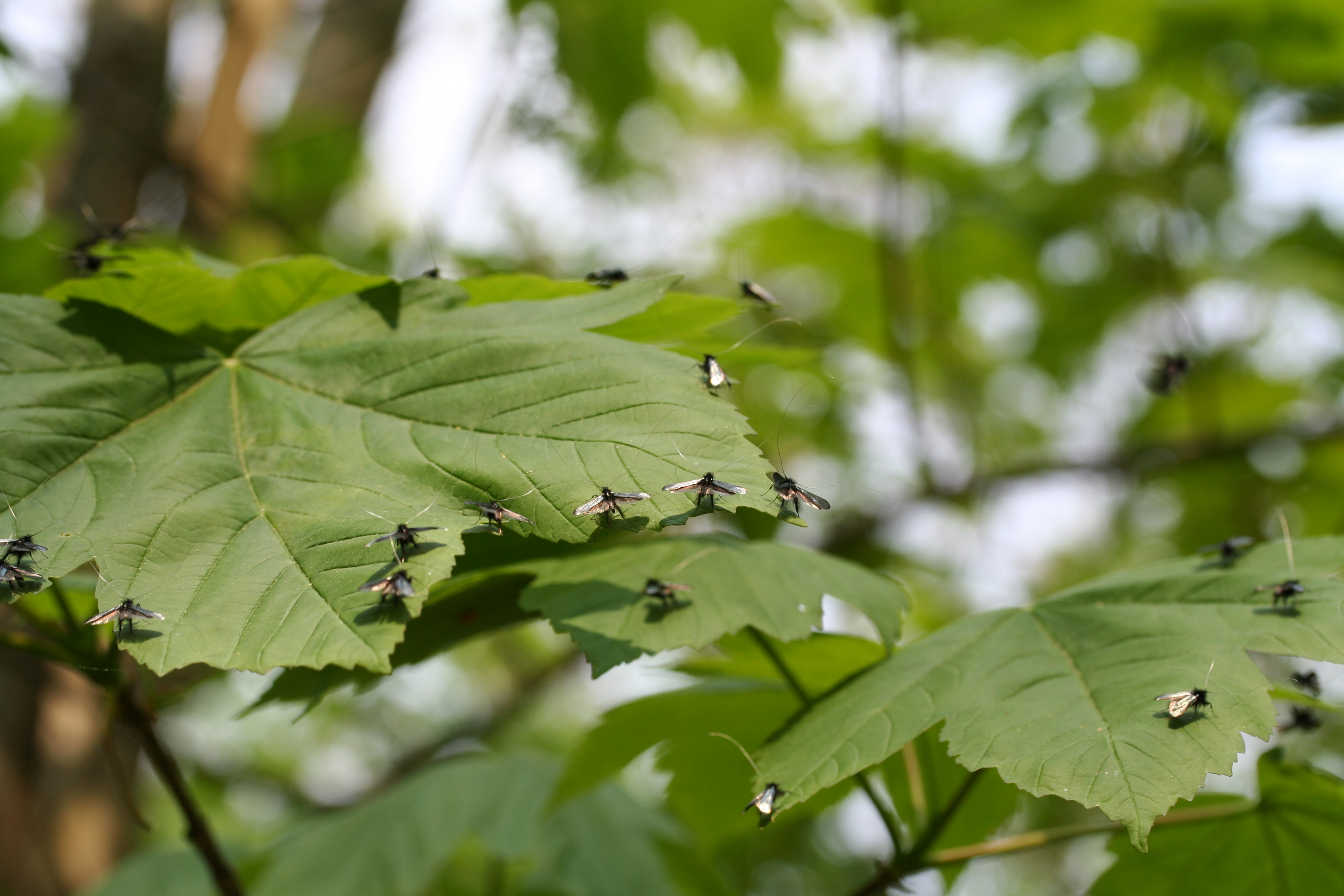
rustend
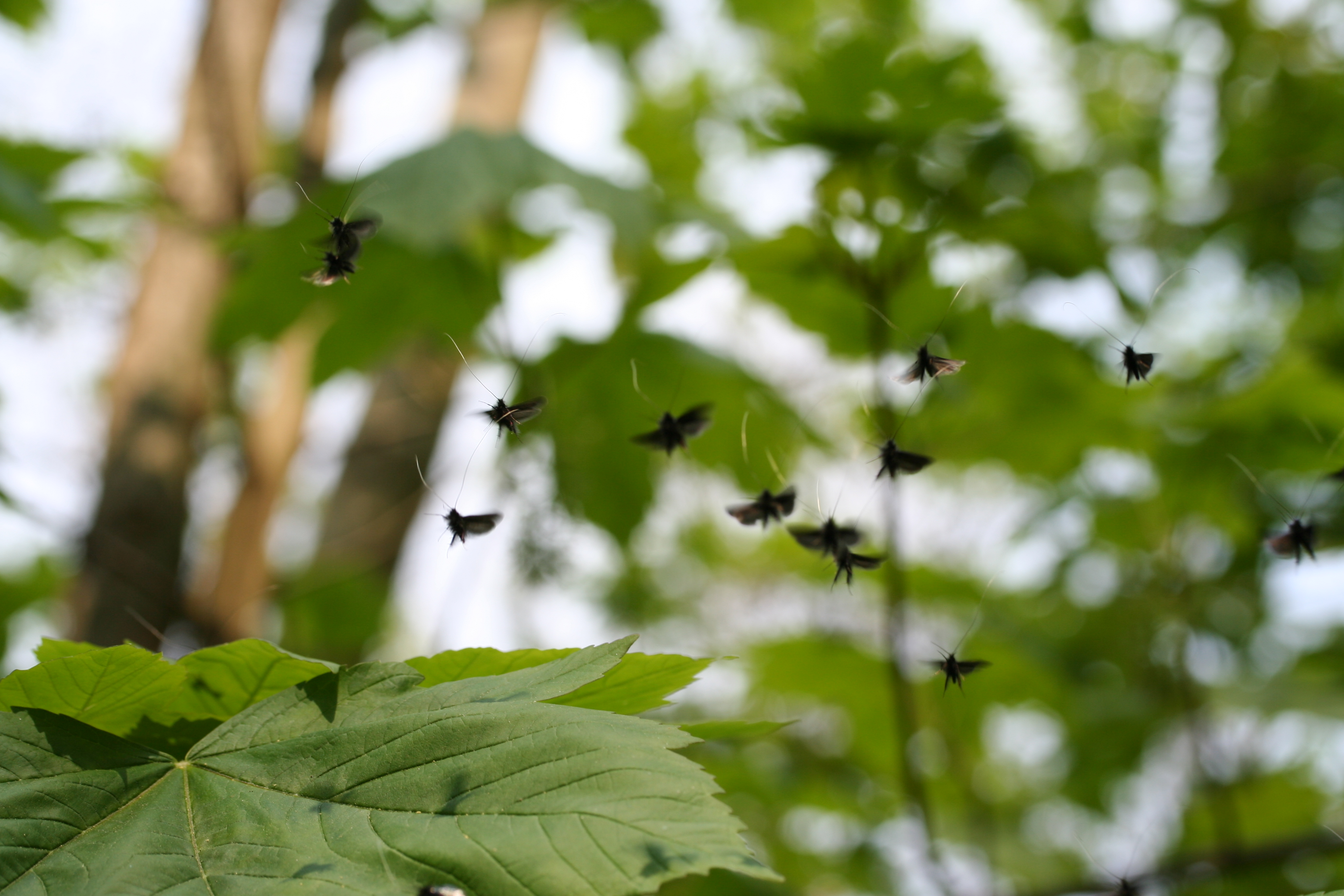
dansend

De smaragdlangsprietmot (Adela reaumurella) is een dagactieve nachtvlinder uit de familie Adelidae (langsprietmotten). De spanwijdte van de vlinder bedraagt tussen de 14 en 18 millimeter.
De bovenvleugels van beide geslachten zijn metallisch groen, de ondervleugels zijn metallisch bronskleurig. Mannelijke vlinders hebben zeer lange antennes, die wit gekleurd zijn en een ruige zwarte haardos op de kop, terwijl vrouwtjes relatief wat kortere antennes hebben met korter, lichter gekleurd haar op de kop.
De vliegtijd is van april tot en met juni. De mannetjes zijn dan in grote groepen dansend te zien. Het dansen gebeurt in de buurt van meestal grote bladeren, waarop regelmatig in groepsverband wordt neergestreken.
De rupsen leven van bladresten.

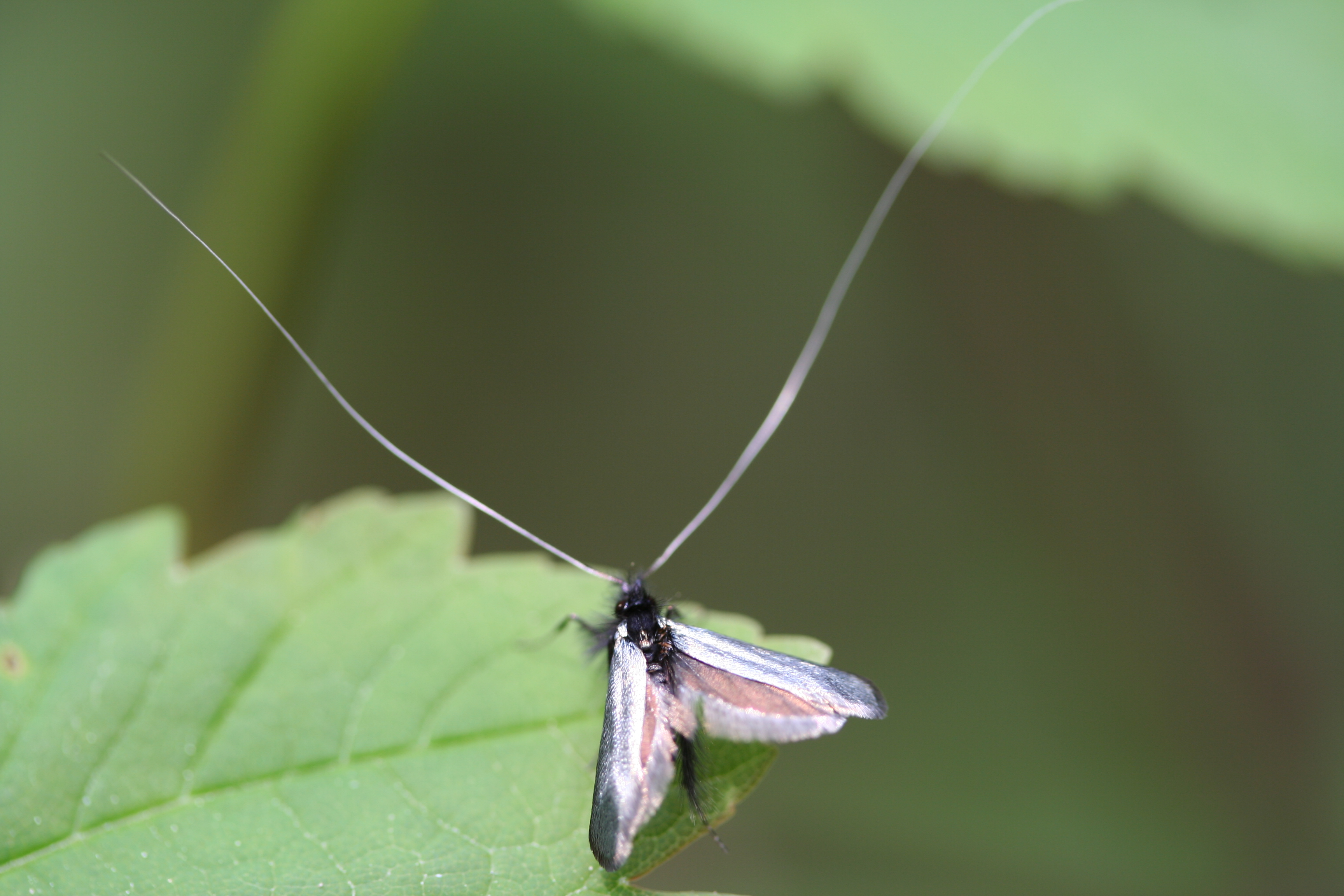
mannetje
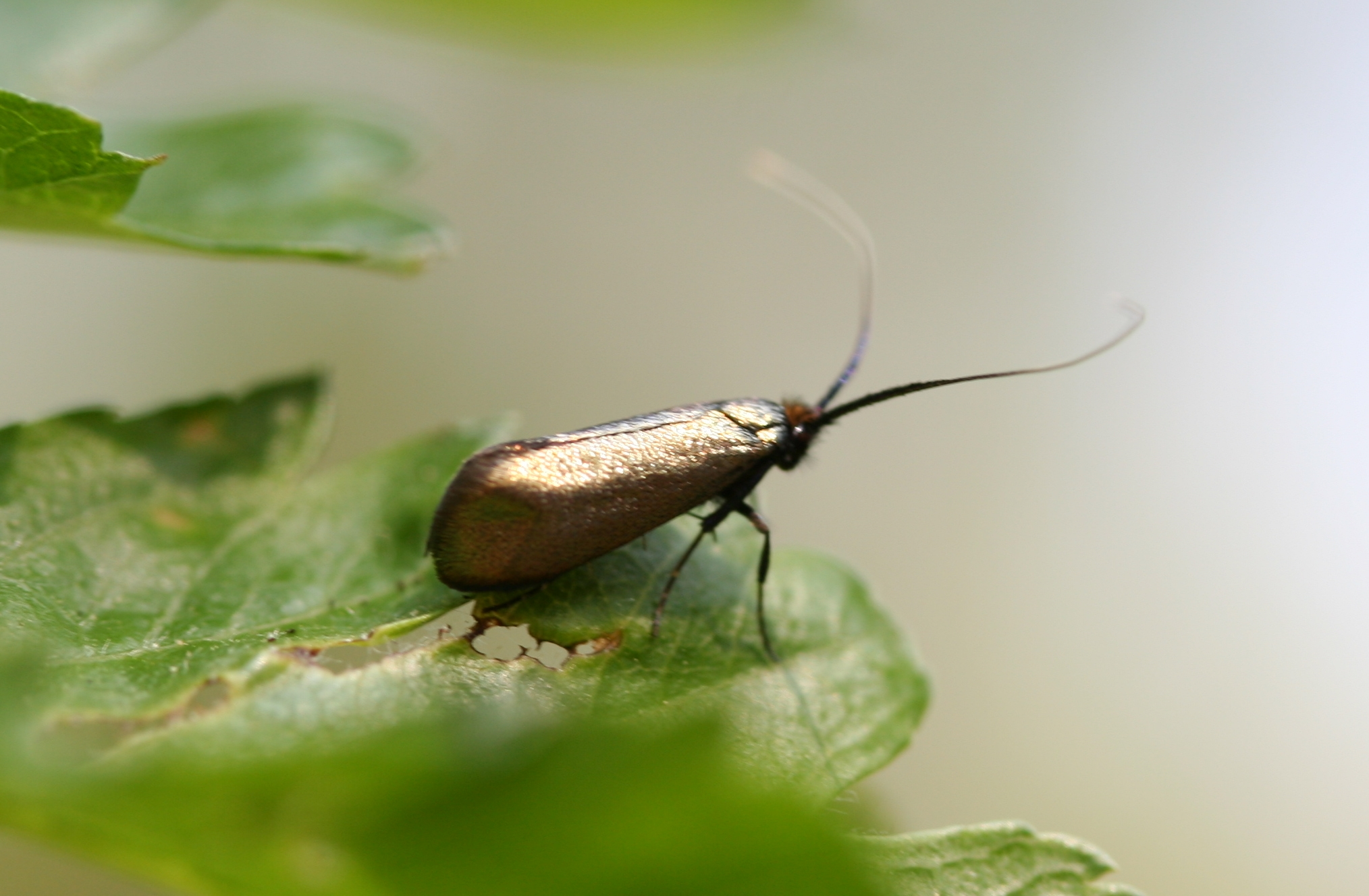
vrouwtje

- rustend
- dansend